# القفل (فرع العدين)

تعديل مصدري - تعديل

القفل محلة تابعة لقرية المقاديح، التابعة لعزلة الوزيرة بمديرية فرع العدين إحدى مديريات محافظة إب في الجمهورية اليمنية، بلغ تعداد سكانها 21 حسب تعداد اليمن لعام 2004.